# Nyong (Sprache)
Die Sprache Nyong (Daganyonga) ist eine Leko-Sprache, die in zwei getrennten Enklaven in Kamerun und in Nigeria gesprochen werden.
Kameruner Sprecher betrachten sich selbst ethnisch oft als Chamba, nigerianische Sprecher als Wanyong.
Im Jahre 2008 hatte die Sprache in Kamerun noch 30.000 Sprecher.